# Anyksciu Vynas
Anykščių vynas (Ани́кщю ви́нас — «Аникщяйское вино»; VSE: ANK1L) — литовская компания, занимающаяся производством алкогольных и слабоалкогольных напитков. Главный офис компании расположен в Аникщяй.
Один из ведущих производителей сидра в Литве. Производит также водки „Ledo“ («Лядо») и „Stumbrinė“ («Стумбрине»), ликёры, настойки, однако основной продукцией долгое время были и до сих пор остаются плодово-ягодные вина.
Основателем предприятия считается агроном Балис Каразия, который в 1926 году в подвале арендованного дома наладил производство яблочного вина.
В 1940 предприятие было национализировано. Особенно быстро производство яблочных и ягодных вин развивалось в 1960-е годы.